# ダークロード
ダークロードとは、フィクションにおける敵役の首魁に特有の類型を指すアーキタイプである。このアーキタイプは、特にファンタジーというジャンルにおいて典型的である。ダークロードの人物像は通例男性であり、権力への渇望や、悪魔や反キリストとの関連で特徴づけられる。『エンサイクロペディア・オブ・ファンタジー』はダークロードの人物像によく見られるテーマとして、「かつて敗北しているが永遠に殺されたままではない」「大地の破壊」など涜聖の儀式に従事する、などがあるとする。
ワーグナーの『ニーベルングの指環』に登場するアルベリヒがダークロードの原型である。
文芸におけるダークロードの注目すべき例としてはこの他に、「サウロン（指輪物語）」「モルゴス（シルマリルの物語）」「嵐の王イネルキー（いばらの秘剣）」「ヴォルデモート卿（ハリー・ポッター）」などが挙げられる。映画においては、『スターウォーズ』シリーズのダースベイダーとパルパティーン皇帝が通常「シスの暗黒卿（ダークロード）」と呼ばれている。
フィリップ・プルマンは、文学におけるダークロードというアーキタイプというものについて、「悪というのは通常一人の人間の形で化身し、影響力を及ぼすために高い身分を求める物である」と人々が信じていることが反映されたものであるが、これはハンナ・アーレントの「悪の陳腐さ（イエルサレムのアイヒマン）」という概念とは正反対の物であると批判的に述べている。